# Flavian Bârgăoanu
Flavian Bârgăoanu (n. 1954, Bogdănești, Suceava, România) este un cleric ortodox de stil vechi din România, care îndeplinește în prezent funcția de episcop-vicar al Bisericii Ortodoxe de Stil Vechi din România.

## Biografie
Flavian Bârgăoanu s-a născut în anul 1954, în satul Bogdănești din comuna Râșca (județul Suceava), aflat în apropierea Mănăstirii Slătioara, într-o familie numeroasă, de oameni gospodari, în care exista deja o bogată tradiție monahală. A primit la botez numele de Pavel Bârgăoanu, în cinstea Sfântului Apostol Pavel. Și-a petrecut copilăria în satul natal, în simplitate și cu dragoste față de cele sfinte.
La începutul anilor 1970, este admis ca student la Facultatea de Fizică, specializarea Fizică Nucleară, din cadrul Universității București. În același timp, intră ca frate la Mănăstirea de stil vechi din cartierul Militari al municipiului București, cu hramul "Adormirea Maicii Domnului", fiind primit de Prea Sfințitul Evloghie Oța (†1979), care în acea perioadă, în ciuda amenințărilor primite din partea autorităților statului comunist, întemeiase acolo o mică obște monahală. La acea mănăstire a fost tuns în monahism și a primit numele Flavian, în cinstea Sfântului Ierarh Flavian Mărturisitorul, Patriarhul Constantinopolului, și hirotonit ierodiacon și ieromonah, în anul 1977. Apoi PS Evloghie l-a hirotesit arhimandrit.
După trecerea la cele veșnice a PS Evloghie Oța la 28 februarie 1979, urmașul său ca stareț la conducerea Mănăstirii "Adormirea Maicii Domnului" din București a rămas părintele ieromonah Flavian Bârgâoanu. În anul 1983, la patru ani după trecerea la cele veșnice a Prea Sfințitului Evloghie Oța, întemeietorul Mănăstirii de stil vechi din București, biserica mânăstirii este, pentru a treia oară demolată, împreună cu celelalte construcții anexe, terenul a fost arat și nivelat, obiectele de cult confiscate și jefuite, mormântul P.S. Evloghie profanat și osemintele mutate sau incinerate, iar pe locul bisericii au fost plantate mături.
Ieromonahul Flavian a fost arestat la data de 26 mai 1983 sub învinuirea de "activitate stilistă" și "port ilegal de uniformă", împreună cu ierodiaconul Teodosie Murgu (actualmente arhidiaconul Teoctist), fiind condamnat la doi ani și jumătate de închisoare. În anul 1986, în baza unui decret de grațiere, a fost eliberat și s-a stabilit, cu binecuvântarea IPS Mitropolit Silvestru Onofrei (†1992), la Mănăstirea Slătioara, centrul duhovnicesc și sediul mitropolitan al Bisericii Ortodoxe de Stil Vechi din România, care în acele vremuri era tolerată de autorități, monahii nemaifiind alungați, așa cum se întâmplase în anii anteriori. Părintele Flavian a viețuit în Mănăstirea Slătioara până la evenimentele din decembrie 1989.
După Revoluția din decembrie 1989, arhimandritul Flavian Bârgăoanu și ierodiaconul Teoctist Murgu se întorc în București, împreună cu monahii ce viețuiseră la mănăstirea întemeiată de PS Evloghie, dar și cu alți frați începători, ce doriseră să se alăture lor, redobândind terenul pe care fusese cândva mănăstirea. Din anul 1990, arhimandritul Flavian Bârgăoanu este starețul și duhovnicul Mănăstirii "Adormirea Maicii Domnului" (de stil vechi) din București.
La data de 2 septembrie 1991, s-a pus piatra de temelie a unui mic paraclis a actualei Mânăstiri cu hramul "Adormirea Maicii Domnului" din București, locul fiind sfințit de către Î.P.S. Mitropolit Silvestru Onofrei. În anii de după revoluție, cu toate dificultățile datorate situației economice precare prin care a trecut România, așezământul monahal a fost reclădit, Catedrala a fost pictată, iar viața monahală și-a reluat avântul.
În prezent, obștea mănăstirii numără 88 de monahi, din care 15 sunt preoți și 13 diaconi. Mănăstirea dispune de un atelier de lucru în marmură, un atelier și un magazin de icoane, o tipografie etc. Mai mult de 50 de frați viețuiesc atât în Mănăstire, cât și în cele cinci schituri aflate sub administrarea Mănăstirii. De asemenea, Ps. Flavian a înființat Mănăstirea "Buna Vestire" din Valea Roșie (județul Călărași), în care viețuiesc 100 de maici. Nepotul PS Flavian, Ps Evloghie Nica, actualmente starețul Mănăstirii „Acoperământul Maicii Domnului” din comuna Șelimbăr (județul Sibiu) și episcop-vicar a fost închinoviat și a trăit sub ascultare pentru o perioadă în această mănăstire.

## Episcop-vicar
În duminica zilei de 18/31 octombrie 2004, în ziua prăznuirii Sfântului Apostol și Evanghelist Luca (după calendarul iulian), după alegerea și cercretarea sa de către Sfântul Sinod al Bisericii Ortodoxe de Stil Vechi (care, cu o zi în urmă, îl hirotonise întru arhiereu pe PS Iosif Mogârzan Botoșăneanul), avându-l în frunte pe ÎPS Mitropolit Vlasie Mogârzan, arhimandritul Flavian Bârgăoanu a fost hirotonit episcop-vicar al Bisericii Ortodoxe de Stil Vechi din România, primind titlul de "Ilfoveanul".
Hirotonirea întru arhiereu a PS Flavian a fost săvârșită de către ierarhii Bisericii Ortodoxe de Stil Vechi din România (IPS Vlasie Mogârzan, PS Demostene Ioniță, PS Pahomie Morar, PS Ghenadie Gheorghe, PS Sofronie Oțel, PS Teodosie Scutaru și PS Iosif Mogârzan), asistați de către PS Episcop Fotie de Triadița (din partea Bisericii Ortodoxe de Stil Vechi din Bulgaria), de PS Episcop Ambrozie de Methoni (din partea Sinodului Bisericii Ortodoxe de Stil Vechi a Greciei) și de aproape 60 de preoți și 10 diaconi. Au asistat la ceremonie mulți dintre călugării de stil vechi din București și numeroși demnitari, printre care primarul municipiului Bacău, membri ai Parlamentului etc. În cuvântul ținut după încheierea Sfintei Liturghii, noul episcop a mulțumit ierarhilor Sfântului Sinod al Bisericii Ortodoxe de Stil Vechi din România, pentru că au avut încrederea de a-i acorda această vrednicie și le-a cerut să se roage pentru el și să-l povățuiască și pe mai departe, subliniind și faptul că este foarte conștient de greutatea slujirii ce îi revine.
După alegerea sa ca episcop, PS Flavian și-a stabilit reședința episcopală la Mănăstirea "Adormirea Maicii Domnului" din București, continuând să coordoneze activitățile de construire, finisare și extindere a construcțiilor.